# Lake Murray of Richland
Lake Murray of Richland és una concentració de població designada pel cens dels Estats Units a l'estat de Carolina del Sud. Segons el cens del 2000 tenia 3.526 habitants.

## Demografia
Segons el cens del 2000, Lake Murray of Richland tenia 3.526 habitants, 1.251 habitatges i 982 famílies. La densitat de població era de 236,8 habitants/km².
Dels 1.251 habitatges en un 31,2% hi vivien nens de menys de 18 anys, en un 72,1% hi vivien parelles casades, en un 4,2% dones solteres, i en un 21,5% no eren unitats familiars. En el 19,2% dels habitatges hi vivien persones soles el 7,8% de les quals corresponia a persones de 65 anys o més que vivien soles. El nombre mitjà de persones vivint en cada habitatge era de 2,46 i el nombre mitjà de persones que vivien en cada família era de 2,8.
Per edats la població es repartia de la següent manera: un 19,2% tenia menys de 18 anys, un 3,3% entre 18 i 24, un 21,8% entre 25 i 44, un 31% de 45 a 60 i un 24,7% 65 anys o més.
L'edat mediana era de 48 anys. Per cada 100 dones de 18 o més anys hi havia 84,7 homes.
La renda mediana per habitatge era de 73.875 $ i la renda mediana per família de 90.753 $. Els homes tenien una renda mediana de 66.838 $ mentre que les dones 36.406 $. La renda per capita de la població era de 35.083 $. Entorn del 0,8% de les famílies i l'1,6% de la població estaven per davall del llindar de pobresa.

## Poblacions més properes
El següent diagrama mostra les poblacions més properes.